# باري بوزان
باري بوزان (بالإنجليزية: Barry Buzan)‏ هو مؤرخ أمريكي، ولد في 28 أبريل 1946 في المملكة المتحدة.